# Cyrtopodion amictophole
Cyrtopodion amictophole är en ödleart som beskrevs av  Hoofien 1967. Cyrtopodion amictophole ingår i släktet Cyrtopodion och familjen geckoödlor. IUCN kategoriserar arten globalt som starkt hotad.
Artens utbredningsområde är Israel. Inga underarter finns listade i Catalogue of Life.